# 長溪脂鯉
長溪脂鯉，為輻鰭魚綱脂鯉目脂鯉亞目頂器脂鯉科的其一種，分布於南美洲委內瑞拉淡水流域，體長可達7.1公分，棲息在底中層水域，生活習性不明。